# Сейм
Сеймът (на полски: Sejm), официално известен като Сейм на Република Полша (на полски: Sejm Rzeczypospolitej Polskiej), е долната камара на двукамарния парламент на Полша.
Сеймът е най-висшият управителен орган на Третата полска република от смяната на правителството през 1989 г. Заедно с горната камара на парламента, Сената, той формира националния законодателен орган в Полша, известен като Национално събрание (на полски: Zgromadzenie Narodowe). Сеймът се състои от 460 депутати (ед. ч. deputowany или poseł – „пратеник“), избирани на всеки четири години чрез всеобщо гласуване. Сеймът се председателства от говорител, наречен „маршал на Сейма“ (Marszałek Sejmu).
В Полското кралство (1385 – 1795) терминът Сейм се отнася до целия двукамарен парламент, състоящ се от Камарата на депутатите (Izba Poselska), Сената и краля. Това е трисъсловен парламент, структура, характерна за т.нар. съсловно-представителна демокрация. Хенриковите артикули от 1573 г. укрепват юрисдикцията на събранието, превръщайки Полша в конституционна изборна монархия. От Втората полска република (1918 – 1939 г.) насам Сейм се отнася само до долната камара на парламента.

## История

### Възникване
Историята на Сейма се корени в славянските традиции на събранието вече и е свързана с еволюцията на класовата система в Полша, довела до формирането на структурите на класово-представителната демокрация. През 1180 г. в Ленчица се провежда сейм.
Първият документиран сейм се провежда на 26 май 1331 г. в град Хенцини. Общи сеймове започват да се провеждат от началото на XV век в резултат на нарастващата роля на привилегированата класа – шляхтата – в управлението. Борбата на шляхтата за разширяване на политическото влияние довежда до значително ограничаване на кралската власт, залегнало в редица документи, най-важните от които са Нешавските статути (1454) и Nihil novi (от лат. – „нищо ново“).
Правомощията на Сейма от този период включват: приемане на актове по въпросите на държавните разходи и приходи, размера на данъците, размера на армията, както и вземане на решения за обявяване на война, сключване на политически и военни съюзи. Сеймът се свиква от краля, а през периода на овакантяване на престола – от примаса. Всички приети актове са включени в историческия списък със закони, конституции и привилегии на Кралство Полша – Volumina Legum, публикуван за първи път през 1732 – 1793 г.
През XVII век Жечпосполита преживява сериозна политическа криза. Нейната основна, макар и не главна причина, е твърде честото използване на правото liberum veto от депутатите в сейма. Опит за разрешаване на кризата е направен на Четиригодишния сейм през 1791 г., който приема Конституцията от 3 май. Опитът обаче се проваля и завършва с втората и трета подялба на Жечпосполита.

### Втора Жечпосполита
Скоро след възстановяването на независимостта на Полша е свикан еднокамарен Законодателен сейм, който приема през 1919 г. малката, а през 1921 г. Мартенската конституция, която засилва ролята на сейма, като го прави, наравно със сената, централен орган на държавното управление.
След майския преврат и особено след встъпване в сила на априлската конституция ролята на парламента е намалена в полза на президента.
По време на Втората световна война полското правителство в изгнание учредява Национален съвет на Република Полша, който поема повечето функции на парламента. По време на германската окупация на Полша ролята на парламент се изпълнява от Съвета за национално единство.

### Полска народна република
В периода от 1944 до 1952 г. функцията на парламент се изпълнява първо от Крайова Рада Народова, а след това от Законодателния сейм.
През 1952 г. е създаден еднокамарен Сейм на Полската народна република, който няма реална власт, а резултатите от изборите за него са фалшифицирани. Във всички свиквания на Сейма по-голямата част от местата са контролирани от управляващата ПОРП.
През 1989 г. след Кръглата маса се провеждат частично свободни парламентарни избори, на които Солидарност печели 161 места. Въпреки че ПОРП получава мнозинството от местата, тя губи предишната си власт и обществена подкрепа.

### Днешно време
В днешно време Сеймът е долната палата на полския парламент; горна палата е Сенатът. Състои се от 460 депутати, избрани за срок от четири години при всеобщи, равни, преки и пропорционални избори с тайно гласуване.
Състав на Сейма след изборните резултати
| ПОРП (1989), Съюз на демократичната левица (1991, 1993, 1997, 2001, 2005, 2007, 2011), Левите (2019, 2023) Солидарност (1989, 1991), Избирателна акция Солидарност (1997) Демократична уния (1993), Съюз на свободата (1997), Гражданска платформа (2001, 2005, 2007, 2011, 2015), Гражданска коалиция (2019, 2023) Обединена народна партия (1989), Полска народна партия (1991, 1993, 1997, 2001, 2005, 2007, 2011, 2015), Полска коалиция (2019), Трети път (2023) Различни десноцентристски партии (1989, 1991), Право и справедливост (2001, 2005, 2007, 2011, 2015, 2019, 2023) Различни (ултра)десни партии (1991, 1993, 1997), Лига на полските семейства (2001, 2005), Кукиз'15 (2015), Конфедерация (2019, 2023) Самоотбрана Движение Паликота (2011), Съвременна (2017) Други партии |